# Тексти Тодайдзі
Тексти Тодайдзі (яп. 東大寺文書, とうだいじもんじょ) — загальна назва рукописів, що збереглися у буддистському монастирі Тодайдзі в Нарі та його службах. Інколи ці рукописи назвиваються за іменами храмів чи службами монастиря — тексти Сьосоін, тексти Тонаннін, тексти Тіндзю Хатіманґу, тексти Хоккедо та інші.
Тексти Тодайдзі описують уклад і життя монастиря, та містять багатий матеріал про монастирські володіння сьоени Курода в провінції Іґа, Ої й Акабе в провінції Міно та інші.
Ці рукописи вважаються «скарбницею» дослідників японського середньовіччя.
Після реставрації Мейдзі частина теккстів потрапила до рук приватних осіб, хоча головний корпус документів зберігається у бібліотеці монастиря Тодайдзі.
Входить до хрестоматійної серії «Рукописи Великої Японії» у томах присвяченим окремим родам.